# Geum Bo-ra
Geum Bo-ra (de nacimiento Son Mi-ja) es una actriz surcoreana. 

## Carrera
Debutó como actriz en 1979, y ganó el premio Grand Bell Awards a Mejor Actriz revelación en la década de 1980 por Water Spray.
Estuvo activa en el cine coreano durante la década de 1980, posteriormente pasando a interpretar personajes de reparto en la televisión.

## Vida personal
Se casó con el empresario Oh Jae-hee en 1989, pero los problemas financieros llevaron a su divorcio en el año 2002. Tienen tres hijos: el exjugador de baloncesto de la Universidad de Yonsei Oh Seung-jun, Oh Seung-min, y un tercer hijo.
Se volvió a casar en noviembre de 2005 con el empresario Kim Seong-taek, y una de sus dos hijastras es Kim Hyeon-jin.

## Filmografía

### Cine
| Año  | Título                             | Rol                     |
| ---- | ---------------------------------- | ----------------------- |
| 1979 | The Rain at Night                  |                         |
| 1980 | Water Spray                        |                         |
| 1981 | White Smile                        |                         |
| 1981 | A Small Ball Shot by a Midget      | Young-hee               |
| 1981 | The Maiden Who Went to the City    |                         |
| 1982 | The Blues of Jong-ro               |                         |
| 1983 | The Lover of a Friend              |                         |
| 1984 | The Foolish Woman                  |                         |
| 1985 | Dreams of the Strong               | Oh Ae-ja                |
| 1986 | Keum Dal-rae                       |                         |
| 1986 | Sleeping in a Swamp of Angels      |                         |
| 1987 | Blue Heart                         |                         |
| 1989 | The Wolf's Curiosity Stole Pigeons | Sook-hee                |
| 1993 | A Honeymoon Trip                   | Kyeong-a                |
| 2002 | Conduct Zero                       | madre de Joong-pil      |
| 2004 | A Wacky Switch                     | Doctora (cameo)         |
| 2005 | Daddy-Long-Legs                    | Mi-hyun                 |
| 2005 | The Art of Seduction               | Ms. Jung (cameo)        |
| 2011 | Sunny                              | foto del pasado (cameo) |

### Series de televisión
| Año  | Título                         | Rol                              | Red  |
| ---- | ------------------------------ | -------------------------------- | ---- |
| 1981 | Korea Fantasy                  | primer amor de Ahn Ik-tae        | KBS1 |
| 1982 | Barefoot Glory                 | amante de Nam Sung-yong          | KBS1 |
| 1982 | Ordinary People                | Byul Nyeo                        | KBS1 |
| 1983 | Foundation of the Kingdom      | Ban-ya                           | KBS1 |
| 1983 | Fog                            |                                  |      |
| 1984 | Labyrinth                      |                                  |      |
| 1984 | Bride Lessons                  |                                  |      |
| 1984 | Fireworks Display              | Kyung-ae                         | KBS2 |
| 1985 | Silver Rapids                  |                                  |      |
| 1986 | Far Away People                | hija de Han Deok-soo             | KBS1 |
| 1986 | 임이여 임일레라                | Yoon Young-shil                  | KBS2 |
| 1987 | TV Novel: Pearl Tower          |                                  |      |
| 1993 | Wangsibri                      | Jung-hee                         | KBS2 |
| 1996 | LA Arirang                     |                                  |      |
| 1996 | Colors                         |                                  |      |
| 1997 | The Reason I Live              | señora Han                       | MBC  |
| 1998 | Legendary Ambition             |                                  |      |
| 1998 | Seven Brides                   |                                  |      |
| 1998 | TV Novel: Eun-ah's Daughter    | tía de Eun-ah                    | KBS1 |
| 1999 | Assignable Appearance          |                                  |      |
| 2000 | Emperor Wang Gun               | Reina Park                       | KBS1 |
| 2000 | 반쪽이네                       | Kim Sun-hee                      | KBS2 |
| 2000 | Cheers for Women               |                                  |      |
| 2001 | Fox and Cotton Candy           | Sung Gu-ae                       | MBC  |
| 2002 | The Story of Two Men           |                                  | MBC  |
| 2002 | Golden Wagon                   | Hwang Min-ja                     | MBC  |
| 2003 | Dae Jang Geum                  | Na Joo-daek                      | MBC  |
| 2004 | Match Made in Heaven           | madre de Eun-sun                 | MBC  |
| 2004 | Traveling Women                | madre de Song-yi                 | SBS  |
| 2005 | Biscuit Teacher and Star Candy | Bae Yi-da                        | SBS  |
| 2005 | Princess Lulu                  | Mrs. Park                        | SBS  |
| 2005 | Let's Get Married              | madre de Kwan Eun-sun            | MBC  |
| 2005 | Don't Worry                    | Hong Yeon-hwa                    | KBS2 |
| 2006 | Spring Waltz                   | Hyun Ji-sook                     | KBS2 |
| 2006 | Bad Family                     | Uhm Ji-sook                      | SBS  |
| 2006 | Really Really Like You         | Lee Han-sook                     | MBC  |
| 2007 | By My Side                     | Yoo Il-shim                      | MBC  |
| 2007 | Que Sera, Sera                 | Ji Kyung-sook                    | MBC  |
| 2008 | Spotlight                      | madre de Seo Woo-jin             | MBC  |
| 2008 | Temptation of Wife             | Baek Mi-in                       | SBS  |
| 2009 | Strike Love                    | madre de Choi Eom-ji             | MBC  |
| 2009 | Creating Destiny               | Shin Jin-hee                     | MBC  |
| 2010 | Jejungwon                      | madre de Yoo Seok-ran            | SBS  |
| 2012 | Welcome Rain to My Life        | Oh Min-ah                        | SBS  |
| 2012 | May Queen                      | Jo Dal-soon                      | MBC  |
| 2012 | I Like You                     | suegra de Yoon Gong-ja (cameo)   | SBS  |
| 2013 | Pots of Gold                   | Min Young-ae                     | MBC  |
| 2013 | Potato Star 2013QR3            | Wang Yoo-jung                    | tvN  |
| 2013 | Hold My Hand                   | Kang Yang-soon                   | MBC  |
| 2014 | Jang Bo-ri is Here!            | Lee Hwa-yeon                     | MBC  |
| 2015 | My Heart Twinkle Twinkle       | Hwang Mi-ja                      | SBS  |
| 2015 | The Producers                  | ella misma(cameo, episodios 1-2) | KBS2 |
| 2015 | Eve's Love                     | Mo Hwa-kyung                     | MBC  |
| 2016 | Blow Breeze                    | Hwang Geum-sil                   | MBC  |
| 2017 | Enemies from the Past          | Oh Sa-ra                         | MBC  |
| 2018 | Nice Witch                     | Byun Ok-jung                     | SBS  |

### Espectáculo de variedades
| Año  | Título                     | Rol         | Notas |
| ---- | -------------------------- | ----------- | ----- |
| 2008 | Interview Game             | SBS         |       |
| 2008 | I Need a Family - Season 2 | MBC Every 1 |       |
| 2014 | Fox-ya                     | TV Chosun   |       |
| 2014 | Real Mother Theatre        | EBS1        |       |

## Premios y nominaciones
| Año  | Premio                  | Categoría                                     | Nominación         | Resultado |
| ---- | ----------------------- | --------------------------------------------- | ------------------ | --------- |
| 1980 | 19 de Grand Bell Awards | Mejor Actriz Revelación                       | Water Spray        | Ganadora  |
| 2009 | 17 SBS Drama Awards     | Mejor Actriz de reparto en una Serie de Drama | Temptation of Wife | Nominada  |
| 2013 | 32 MBC Drama Awards     | Golden Acting Award, Actriz                   | Pots of Gold       | Nominada  |